# 주간 스태미너 천국
주간 스태미너 천국은 후지텔레비에서 1990년 4월~1996년 9월에 방송되고 있던 TV프로였다.약칭은“스튜디오하늘”이었고 토요일 오후13:00~14:30에 방송되었다.
1996년 10월~1997년 3월까지 방송되고 있던 「스태미너 천국 터보」도 본방송이었다.

## 개요
원래 방송하고 있던 「파라다이스 GoGo!!」의 토요일판인 「파라 Go!세터데이」라고 월 1회 방송의 「월간 스트레스 해소 TV」로부터 나온게 계기가되었다.
기본적으로는 관동 로컬 방송이었지만, 홋카이도 분카 방송, 토카이 TV(모두 후지텔레비 계열)나 산테레비, KBS 쿄토(모두 독립 UHF국)나 TV 야마구치에서도 방영된 일도 있다. 이 프로그램의 코너로서 호평인 「구헬퍼」가 독립해, 골든 타임에 금요일19:00부터의 30분 프로그램으로서 반년간 방송되고 있었다(프로그램명 「쾌걸!헬퍼」.1994년 4월~9월 방영).

## 프로그램의 임종
1996년 4월에 TBS로 「임금님의 브랜치」가 대항 프로그램으로서 방송 개시했을 무렵 프로그램에 그늘이 보이기 시작한다.그 후,10월부터 프로그램명을 「스태미너 천국 터보」에 제목을 고침 해 레귤러를 일신.당시 건설중인 오다이바 신사옥에서 수록을 실시하고 있었다.또 기획 제작이 이자와오피스로 바뀌었다.
그러나 리뉴얼 후는 지금까지의 기세에 따라 돌아올 것은 없고, 1997년 3월 22일로서 「스태미너 천국」시리즈는 6년반의 역사에 막을 닫았다.
이자와오피스는 후 프로그램 「가트 마체미의 오다이바 CHA·CHA!!」이후 「파파 아미고!」까지 토요일 오후 1시 범위의 기획 제작을 다루고 있었다